# Italiaans landschap met tekenaar
Italiaans landschap met tekenaar is een schilderij van de Nederlandse kunstschilder Jan Both, olieverf op doek, 187 × 240 centimeter groot, gemaakt rond 1650 - rond 1652. Het is een typerend voorbeeld van een landschap van de Italianisanten, een groep Hollandse kunstschilders die hun inspiratie zochten in Italië. Het werk bevindt zich in de collectie van het Rijksmuseum.

## Context
Tijdens de Gouden Eeuw reisden veel landschapsschilders naar Noord-Italië om er inspiratie op te doen in de zonovergoten mediterrane bergachtige omgeving. Ze werden Italianisanten genoemd en hun werk vond gretig aftrek bij de nieuwe Hollandse burgerklasse. Ze gaven een beeld van een verre, toen voor de doorsnee burger nog onbereikbare wereld. Ze zetten aan tot dromerijen en boden iets geheel anders dan de gebruikelijke Hollandse landschappen met de grauwe, bewolkte luchten. De Utrechtse kunstschilder Jan Both was een van de meest gerenommeerde Italianisanten en verbleef tussen ongeveer 1638 en 1646 in Italië. Italiaans landschap met tekenaar geldt als een van zijn beste werken.

## Afbeelding
Italiaans landschap met een tekenaar is een landschap op een voor die tijd groot formaat en valt op door de afgewogen compositie. Links is een begroeide rotswand te zien en rechts een weids bergachtig panorama. Een waterval zorgt voor een diagonale scheiding. Beide helften worden verbonden door een brug. Enkele reizigers met zwaar bepakte muilezels, waaronder eentje met een draagstoel, begeven zich naar de verte.
Opvallend is het contrast tussen de gedetailleerde weergave van de begroeiing links tegenover vage uitwerking rechts, bijna in nevelen. Drie grote bomen op de voorgrond versterken deze divergentie. Both was het vooral te doen om het weergeven van de imponerende natuur en de pracht van het mediterrane licht. Vanuit het open rechterdeel breekt de warme zon in volle kracht door de wolken, terwijl het nabije linkerdeel vanuit het tegenlicht geschilderd wordt, en donker blijft.

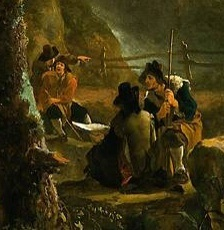
Detail middenstuk, met tekenaar.

Anders dan in veel van zijn andere landschappen schildert Both, los van wat vaag zichtbare bouwsels, geen ruïnes. Enigszins op de voorgrond zitten enkele figuren op de rotsblokken, waaronder een op de rug beziene tekenaar, wiens witte schetsboek belicht wordt door een zonnestraal. Twee herders naast hem kijken nieuwsgierig toe. Denkbaar is dat het tafereel ontleend is aan Boths eigen reiservaringen door Italië. Diverse bewaarde tekeningen lijken dit te ondersteunen. Both schilderde het werk echter pas rond 1650 in zijn atelier te Utrecht, niet lang voor zijn dood in 1652, diverse jaren zijn omzwervingen n Italië. Denkbaar is dat hij de stoffering van de figuurtjes aan een ander overliet. Bekend is dat hij dat vaker liet doen, in elk geval door Cornelis van Poelenburch en Nicolaes Knüpfer.